# Molophilus (Molophilus) dischidius
Molophilus (Molophilus) dischidius is een tweevleugelige uit de familie steltmuggen (Limoniidae). De soort komt voor in het Oriëntaals gebied.